# Stazione di Hône-Bard
Stazione di Hône-Bard vasútállomás Olaszországban, Valle d’Aosta régióban, Hône településen.

## Vasútvonalak
Az állomást az alábbi vasútvonalak érintik:
- Chivasso-Ivrea-Aosta-vasútvonal

## Kapcsolódó állomások
A vasútállomáshoz az alábbi állomások vannak a legközelebb: 
- Stazione di Donnas
- Stazione di Verrès